# Dorogaja Jelena Siergiejewna
Dorogaja Jelena Siergiejewna (tyt. oryg. ros. Дорогая Елена Сергеевна - "Droga Heleno Siergiejewna") – radziecki film dramatyczny z 1988 roku, w reżyserii Eldara Riazanowa, na motywach sztuki Liudmiły Razumowskiej.

## Fabuła
Akcja filmu rozgrywa się w moskiewskim domu nauczycielki matematyki Jeleny Siergiejewny. Jej życie komplikuje choroba matki, która trafia do szpitala. Miłym zaskoczeniem dla nauczycielki staje się wizyta czwórki uczniów klasy 10 b, którzy przyszli złożyć jej życzenia urodzinowe. Prawdziwy cel wizyty uczniów jest jednak inny. Nauczycielka ma w domu klucz od sejfu, w którym zabezpieczono testy egzaminacyjne. Jelena Siergiejewna nie zamierza oddawać uczniom klucza, próbując odwołać się do ich sumień. Film zrealizowany w okresie pieriestrojki ukazuje obraz zepsucia społeczeństwa, doświadczającego na co dzień wymuszeń i korupcji. 
W 1988 film obejrzało 15 900 tys. widzów.

## Obsada
- Marina Niejołowa jako Elena Siergiejewna
- Natalia Szczukina jako Lala
- Dmitrij Marianow jako Pasza (głos Andriej Taszkow)
- Fiodor Dunajewski jako Witiok Szewczenko
- Andriej Tichomirow jako Wołodia (głos Oleg Mieńszykow)
- Eldar Riazanow jako sąsiad